# Massís Septentrional

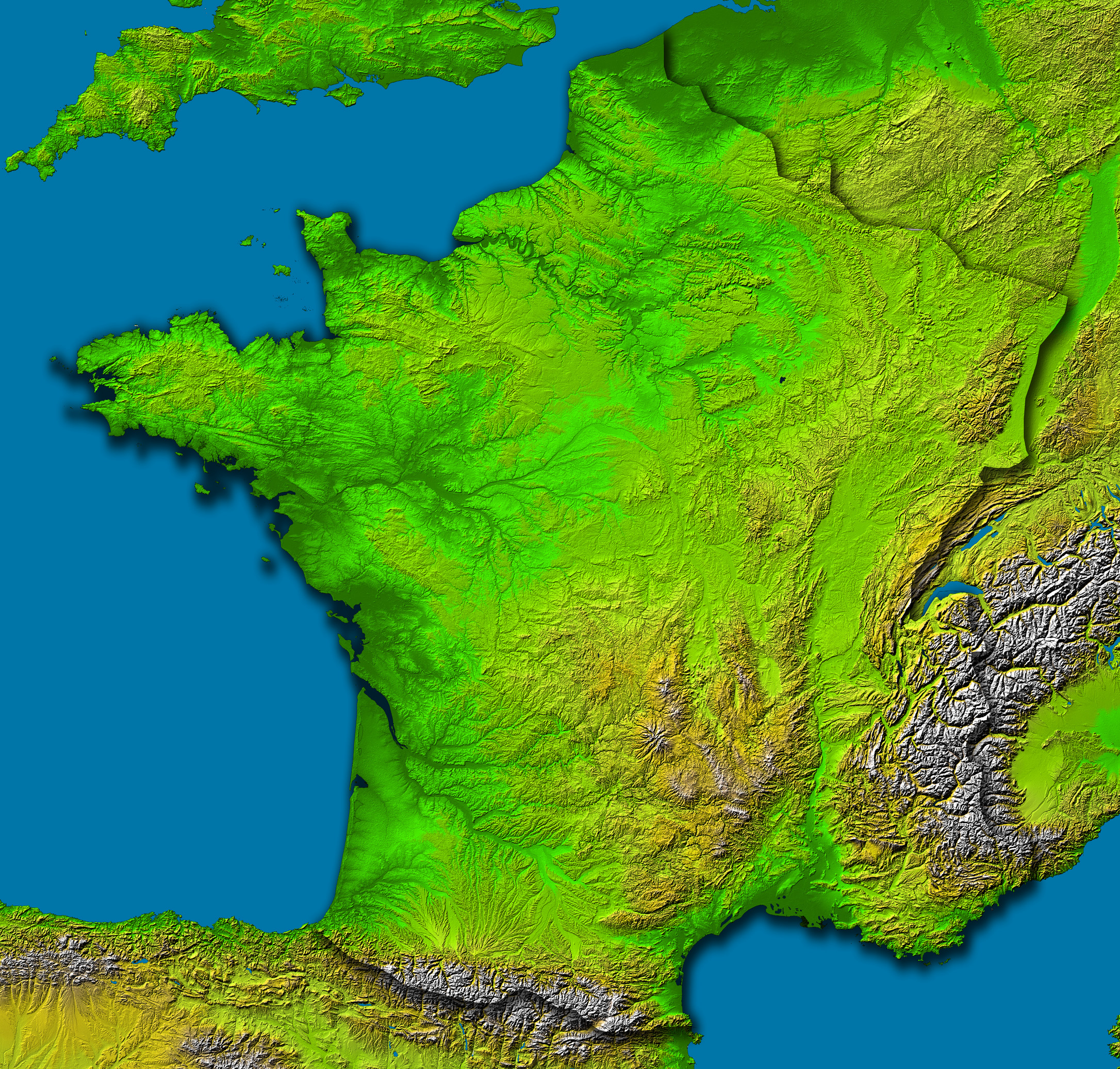
França, en una imatge de radar de la NASA. El Massís Septentrional hi destaca com una àmplia massa rogenca a la part centremeridional. A la frontera sud-oriental amb Itàlia hi ha els Alps i al sud, als confins amb la península Ibèrica, hi ha els Pirineus.

El Massís Septentrional (en occità Massís Septentrional, en francès Massif Central) és una regió elevada que deu el seu nom a la seva posició geogràfica al centre-nord d'Occitània, consistent en un conjunt de muntanyes i altiplans.
D'origen volcànic, fenomen que no s'ha manifestat durant els últims 10.000 anys, aquestes muntanyes estan separades dels Alps per una profunda clivella en direcció nord-sud creada pel riu Roine i coneguda com el "solc del Roine".

## Territori
Generalment es considera que formen part del Massís Septentrional els següents departaments: Alier, Alt Loira, Alta Viena, Ardecha, Avairon, Cantal, Corresa, Cruesa, Loira, Losera, Òlt i Puèi Domat. S'engloben dins el Massís Septentrional una part des regions d'Alvèrnia - Roine-Alps, Nova Aquitània i Occitània. Les ciutats principals de la regió són Clarmont d'Alvèrnia i Saint-Étienne.

## Muntanyes destacades
- Puèi de Sant Circ (1.885 m)
- Plom del Cantal (1.855 m)
- Puèi Marin (1.787 m)
- Mont Losera (1.702 m), la màxima altitud que no té origen volcànic
- Mont Augal (1.567 m)
- Puèi Domat (1.464 m)
- Morre de la Gardilha (1.503 m)
- Pic de Nòra (1.211 m)

## Altiplans destacats
- Causses, entre els quals el de Larzac
- Altiplà de Miuvachas

## Altres accidents geogràfics
- Limanha
- Marjarida
- Monts de Blom
- Viaur

## Elements geogràfics
| Alvèrnia | Llemosí | Migdia Pirineus | Llenguadoc Rosselló | Roine Alps i Borgonya |
| - Artense - Cézallier - Chaîne des Puys - Combrailles - Limagne - Livradois - Margeride - Massís del Devès - Meygal - Monts del Cantal - Planèze de Saint-Flour - Monts Dore - Monts del Forez - Monts de la Madeleine - Montagne bourbonnaise | - Monts de la Marche - Monts d'Ambazac - Monts de Blond - Monts del Llemosí - Monts de Châlus - Altiplà de Millevaches - Massif de les Monédières - Causses del Quercy : - Causse corrèzien | - Aubrac - Ségala - Lévézou - Monts de Lacaune - Sidobre - Grands Causses - Causse del Larzac - Causse Noir - Causse Rouge - Causse de Sauveterre - Causse Comtal - Causse de Sévérac - Causses del Quercy - Causse de Gramat - Causse de Martel - Causse de Limogne | - Cévennes - Mont Aigoual - Bougès - Mont Lozère - Tanargue - Caroux-Espinouse - Escandorgue - Muntanya Negra - Séranne - Grands Causses : - Causse de Blandas - Causse Méjean - Causse du Larzac - Causse Noir | - Beaujolais - Charolais - Mâconnais - Monts del Lionès - Monts d'Or - Monts del Vivarais - Pilat - Massif del Mézenc - Massís de les Boutières - Plateau del Coiron |